# کولونکا
کولونکا (به لهستانی:  Kolonka) یک روستا در لهستان است که در گمینا پیونکی واقع شده‌است.